# Dick Leach
Richard N. „Dick“ Leach Sr. (* 6. März 1940; † 10. Oktober 2023) war ein US-amerikanischer Tennisspieler und -trainer.

## Leben
Leach war 23 Jahre lang, von 1980 bis 2002, Trainer der USC Trojans und führte sie zu den NCAA-Mannschaftsmeisterschaften 1991, 1993, 1994 und 2002. Er wurde zweimal zum ITA-Trainer des Jahres ernannt. Als Spieler war er in den 1960er Jahren All-American für die Trojans und nahm an den US Open teil.
1985 gewann er die British Columbia Lawn Tennis Championships.
Leach starb am 10. Oktober 2023 im Alter von 83 Jahren.

## Verwandtschaft
Er war der Vater der Tennisspieler Jon Leach und Rick Leach. Lindsay Davenport, die mit Jon verheiratet ist, ist seine Schwiegertochter.